# Dorina
Dorina je žensko osebno ime.

## Izvor imena
Ime Dorina je različica ženskih osebnih imen Doroteja oziroma Teodora .

## Različice imena
Dora, Dorica

## Pogostost imena
Po podatkih Statističnega urada Republike Slovenije je bilo na dan 31. decembra 2007 v Sloveniji število ženskih oseb z imenom Dorina: 40.

## Osebni praznik
Dorina lahko goduje takrat kot Doroteja ali pa Teodora.